# Верхнестепновский сельсовет
Верхнестепновский сельсовет — упразднённое сельское поселение в Степновском районе Ставропольского края Российской Федерации.
Административный центр — посёлок Верхнестепной.

## История
Статус и границы сельского поселения установлены Законом Ставропольского края от 4 октября 2004 год № 88-КЗ «О наделении муниципальных образований Ставропольского края статусом городского, сельского поселения, городского округа, муниципального района».
С 16 марта 2020 года, в соответствии с Законом Ставропольского края от 31 января 2020 г. № 13-кз, все муниципальные образования Степновского муниципального района были преобразованы путём их объединения в единое муниципальное образование Степновский муниципальный округ.

## Население
| 1989  | 2002  | 2010  | 2011  | 2012  | 2013  | 2014  |
| ----- | ----- | ----- | ----- | ----- | ----- | ----- |
| 1745  | ↗2293 | ↘2221 | ↘2216 | ↘2196 | ↘2194 | ↘2158 |
| 2015  | 2016  | 2017  | 2018  | 2019  | 2020  |       |
| ↘2110 | ↘2052 | ↗2074 | ↘2036 | ↘2030 | ↘2025 |       |

### Национальный состав
По итогам переписи населения 2010 года проживали следующие национальности (национальности менее 1 %, см. в сноске к строке "Другие"):
| Национальность | Численность | Процент |
| -------------- | ----------- | ------- |
| Русские        | 1943        | 87,48   |
| Чеченцы        | 55          | 2,48    |
| Табасараны     | 39          | 1,76    |
| Армяне         | 28          | 1,26    |
| Другие         | 156         | 7,02    |
| Итого          | 2221        | 100,00  |

## Состав сельского поселения
| № | Населённый пункт | Тип населённого пункта          | Население |
| - | ---------------- | ------------------------------- | --------- |
| 1 | Верхнестепной    | посёлок, административный центр | ↘1331     |
| 2 | Озёрное          | село                            | ↗400      |
| 3 | Ровный           | хутор                           | ↗200      |
| 4 | Северный         | хутор                           | ↘200      |

## Люди, связанные с сельсоветом
Шурховецкий Анатолий Аркадьевич (3.05.1960), тракторист фермы № 2 племенного завода «Восток», Заслуженный работник сельского хозяйства РФ, Герой труда Ставрополья